# 流星のロマンス
「流星のロマンス」（りゅうせいのロマンス）は、日本の男性歌手グループ・はやぶさの7枚目のシングル。2016年11月2日にビクターエンタテインメントから発売された。

## 概要
初回限定盤と通常盤の2タイプを発売。初回限定盤にはボーナストラックとして「涙の子守唄」を収録。

## 収録曲

### 初回限定盤
出典→　
1. 流星のロマンス　[4:26]
作詩：仁井谷俊也／作曲：桧原さとし／編曲：松井タツオ
2. 卒業の日のカフェ　[4:34]
作詞：旦野いづみ／作曲：桧原さとし／編曲：工藤恭彦
3. 涙の子守唄　[5:32]
作詩：かず翼／作曲：影山時則／編曲：松井タツオ
4. 流星のロマンス(オリジナル・カラオケ)　[4:26]
5. 卒業の日のカフェ(オリジナル・カラオケ)　[4:34]
6. 涙の子守唄(オリジナル・カラオケ)　[5:32]
7. 流星のロマンス(メロ入りカラオケ)　[426]
8. 卒業の日のカフェ(メロ入りカラオケ)　[4:34]
9. 流星のロマンス(女声用カラオケ)　[4:24]

### 通常盤
出典→
1. 流星のロマンス　[4:26]
作詩：仁井谷俊也／作曲：桧原さとし／編曲：松井タツオ
2. 卒業の日のカフェ　[4:34]
作詞：旦野いづみ／作曲：桧原さとし／編曲：工藤恭彦
3. 流星のロマンス(オリジナル・カラオケ)　[4:26]
4. 卒業の日のカフェ(オリジナル・カラオケ)　[4:34]
5. 流星のロマンス(メロ入りカラオケ)　[426]
6. 卒業の日のカフェ(メロ入りカラオケ)　[4:34]
7. 流星のロマンス(女声用カラオケ)　[4:24]